# Часослов

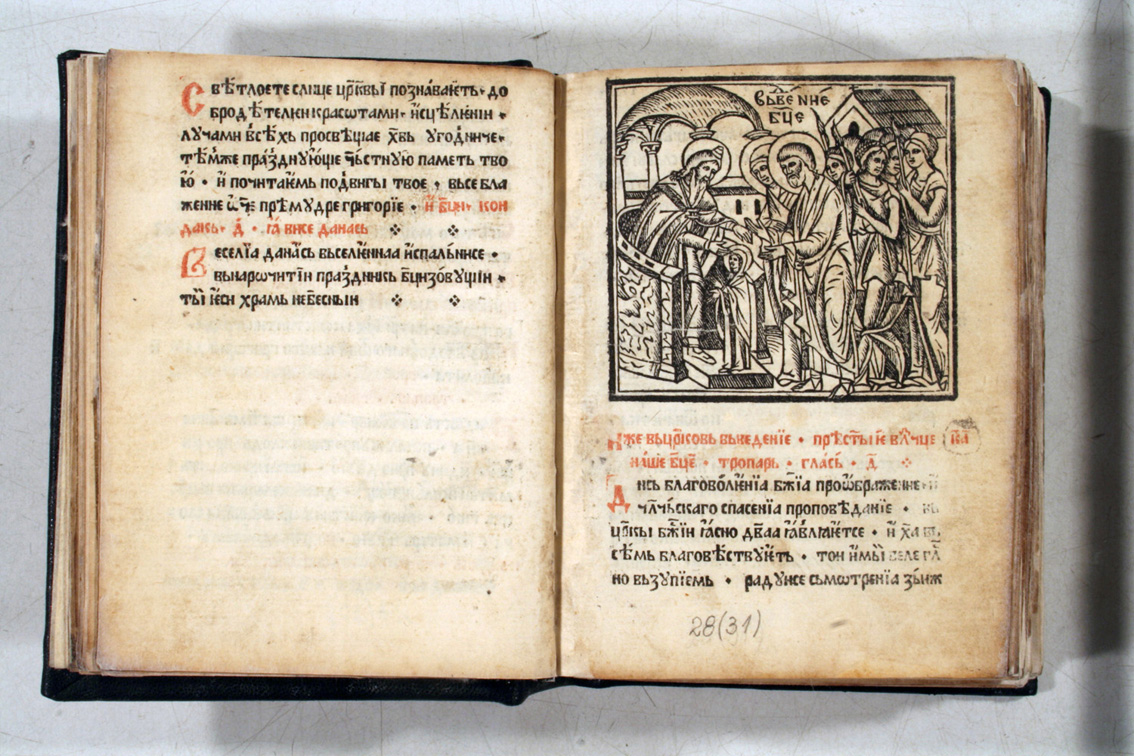
Болгарський часослов 1566 року

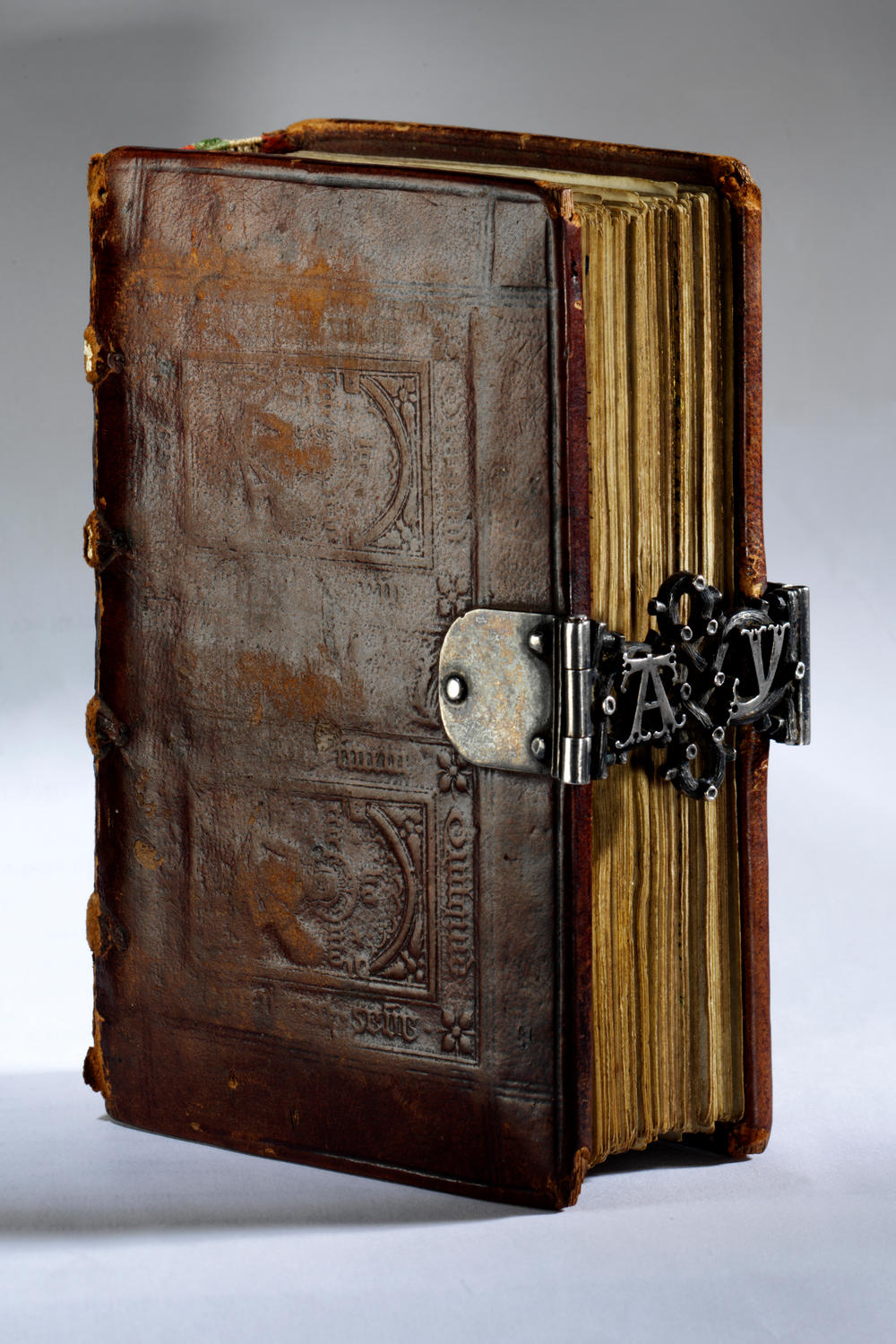

Часосло́в, або молитвосло́в (дав.-гр. ῾Ωρολόγιον; Орологіон; лат. horae)  — церковно-богослужбова книга, що містить молитви щоденних церковних служб, призначена для вжитку священників, читців і співаків. Назва походить від слова «часи» (години) — частини церковної служби добового кола богослужінь.
Крім незмінних молитов, у Часослові вміщені змінні піснопіння (тропарі, кондаки), пасхалія, потрібні вказівки церковного уставу тощо.

## Історія часослова
Витоки часослова слід шукати в молитві ранньої церкви. Літургіст Хуан Матеос зокрема виділяє чотири етапи становлення часослова у цьому періоду: побутування молитви як приватної побожності, єгипетська монастичне богослужіння, парафіяльне богослужіння та міська монастична традиція, яка розвивається з IV століття. Наприкінці І — поч. ІІ ст. Дідахе рекомендує вірним молитися «Отче наш» тричі на день, не вказуючи на це конкретно визначено часу, що свідчить про існування звичаю переривати цикл дня молитвою. Климент Александрійський згадує про традицію деяких християн молитися о третій, шостій та дев'ятій годині дня окрім звичних молитов зранку, ввечері та вночі, сам однак з цією традицією не погоджуючись. Про подібну практику в африканській церкві свідчить Тертуліан, пояснюючи вибір цих годин тим, що третя нагадує про зіслання Святого Духа, шоста імітує молитву Петра в Яфі, а дев'ята наслідує приклад Петра та Івана, що йшли в храм на молитву. У праці «Про піст» Тертуліан повертаючись до теми «малих часів», додає згадку про смерть Господню як причину для молитви о дев'ятій годині.
Часослови у вигляді книг з'явилися в Західній Європі в XIII ст., проте особливого поширення набули в XIV—XV ст., у зв'язку зі зростанням грамотності. Їх виготовляли в ремісничих майстернях усіх країн Європи; найбільшу популярність здобули французькі та фламандські.
Перше складання «Часослова» приписують преподобному Саві Освяченому, що включив до нього чинопослідування щоденних церковних служб. Доповнення до «Часослова» зроблено, як вважають, святими Іваном Дамаскином і Феодором Студитом.
Перше видання Часослову кирилицею з'явилося 1491 в Кракові за ініціативи Швайпольта Фіоля в друкарні, заснованій за сприяння багатого краківського міщанина, райці, «правдивого гірничого короля Угорщини» Яна Тужона (Йоганна Турзо).

## Часослов в Україні
Часослов був найпопулярнішою церковною книгою в середньовічній Україні, мав багато видань та широко вживався як читанка при навчанні грамоти; чимало текстів Часослову завчалося напам'ять.
Знані видання: Львівське (1609), Острозьке (1612), друкарні Києво-Печерської лаври (1616, 1625, 1626, 1640, 1657), пізніше Почаївські Молитвослови (Василіян) 1755 та 1793 років і багато інших.

### Київський «Часослов» 1616 року

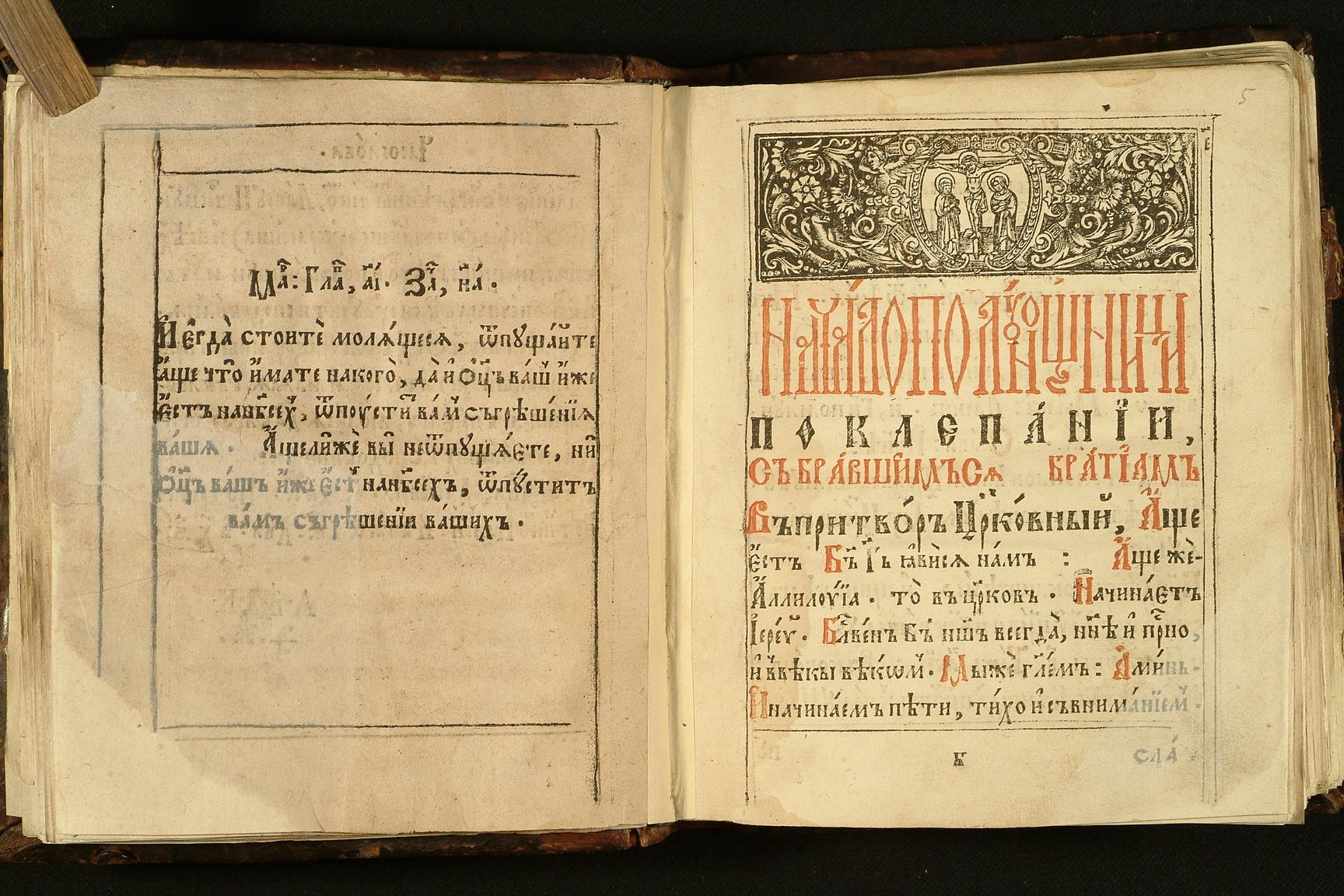
Часослов 1616 року: перша друкована книга в Києві

«Часослов» 1616 року став першою книгою, надрукованою у Києві.
Цікавим було оформлення київського друкованого «Часослова» 1616 р. У ньому немає лицевих гравюр, але багато гравірованих заставок (великих і менших) світського змісту, в стилі Ренесансу, наприклад, із сиренами, грифами, амурами, а також заголовних букв, так званих ініціалів — фігурних літер із зображеннями дітей, птахів, тварин, рослинних образів взятих із міфології, композиція яких відзначається своєю складністю.
Книгу видано в 4-ту частку аркуша (ін-кварто, 4°). У повному вигляді вона має 192 сторінки в лінійних рамках. Друк у дві фарби (чорна та червона). Основний текст надруковано створеним у Стрятині шрифтом (10 рядків — 89 мм).
Книга містить дві передмови: Єлисея Плетенецького та Захарії Копистенського.
Точна і повна назва цього видання невідома, оскільки вихідний лист не зберігся в жодному з примірників, що дійшли до нас. Той заголовок, під яким вона відома бібліографам, є власне надписанням першого нумерованого листа, що знаходиться після двох передмов книги. Цим і пояснюються розбіжності часу виходу книги з друку: П. Строєв, І. Сахаров, В. Ундольский і І. Каратаєв відносять його на початок 1617 р., а П. Кеппен і митрополит Євгеній (Болховітінов) — до 1616 р. Втім, через відсутність титульного аркуша, дата 1616 р. — теж умовна. У кінці другої передмови, що збереглася, зазначено: «Пис[ано] месяца декамврия 20 дня.., літа от р. Х. 1616». Виходячи з цього, деякі бібліографи вважали книгу надрукованою на початку 1617 р. Однак на прикладі інших київських видань першої половини XVII ст. можна встановити, що передмови і післямови писалися, як правило, під кінець друкування тиражу книги. Ймовірно, друкування «Часослова» почалося в другій половині 1616 р. і завершилося в грудні. Проте неможливо виключати й той факт, що книга вийшла у світ на початку 1617 р.

## Відзначання
У 2016 році на державному рівні в Україні відзначався ювілей — 525 років з часу виходу у світ перших друкованих староукраїнською мовою книжок у Кракові Ш. Фіолем («Осьмогласник», «Часословець», «Тріодь цвітна» для церковного вжитку) (1491).